# Bigode
Pour les articles homonymes, voir joão Ferreira.
João Ferreira, mieux connu sous le nom de Bigode (« moustache » en portugais), né le 4 avril 1922 à Belo Horizonte au Brésil et mort le 31 juillet 2003 dans la même ville, était un joueur de football brésilien.